# Sasváriné Paulik Ilona
Sasváriné Paulik Ilona (Kondoros, 1954. november 8. – Budapest, 1999. március 15.) paralimpiai bajnok, világbajnoki ezüstérmes, Európa-bajnok para-asztaliteniszező.

## Sportpályafutása
14 évesen a helyi kézilabda csapat tagja volt szülővárosában, majd a fővárosba került, ahol betegségét követően sportágat váltott és asztalitenisszel kezdett foglalkozni, a 70-es évek végétől versenyszerűen. Pályafutása során kevés kivétellel mindig a C3-as sérültségi kategóriában versenyzett, mely asztaliteniszben az öt ülőkategória egyike. Kifejezetten szorgalmas, technikás versenyzőnek tartották.
Első komolyabb nemzetközi sikerét a paralimpiai mozgalom szülővárosában, az angliai Stroke Mandeville-ben rendezett Európa-bajnokságon aratta, ahol Pusztafiné Kovács Judittal párosban megszerezte első Európa-bajnoki címét, egyéniben pedig ezüstérmes lett. A szöuli paralimpián bejutott a legjobb négy közé. Rákövetkező évben a bécsi Európa-bajnokságon bronzérmes lett, az 1990-es asseni világbajnokságon bronzérmet szerzett. Az ebben az évben első alkalommal megrendezett Halassy Kupát, melynek Szolnok adott otthont, kategóriájában szintén megnyerte. Ekkoriban már a Rodáta SE csapatát erősítette. Az 1991-ben, a spanyolországi Salou városában rendezett kontinensviadal remekül sikerült számára, hiszen mind egyéniben, mind párosban diadalmaskodni tudott. A csapatversenyben ismét Pusztafinéval közösen indult. A barcelonai paralimpiára nagy esélyesként érkezett, így nem csoda, hogy a csapatezüstöt, és az egyéniben szerzett bronzérmet is kudarcként értékelte. Újabb pofon volt számára, hogy a válogatott edzőjét, Apor Györgyöt is leváltották. Az 1993-as paksi Duna Kupán szintén első helyen végzett. Pályafutása alakulásáról e tornán kívül a két paralimpia között nincs sok hozzáférhető adat, de az atlantai játékokra kiváló formában érkezett, melyet a döntőig meg is tartott és nagy fölénnyel verte ellenfelét, így paralimpiai bajnok lett. Mivel Tauber Zoltán 1976-os aranyát Torontóban röviddel a versenyt követően politikai okokból törölték, 2016-ig, mikor Tauber paralimpiai győzelmét rehabilitálták, Pólit tartották a sportág első hazai paralimpiai bajnokának. A nyílt kategóriában is tervezett indulni a játékokon, de így hirtelen jött lázas betegség megakadályozta, hogy asztalhoz üljön.
A paralimpiát követő évben a stockholmi Európa-bajnokságon egyéniben megszerezte az elsőbbséget, a nyílt egyéni kategóriában pedig ezüstérmet szerzett. Utolsó jelentősebb versenye az 1998-as szlovák open volt, ahol szintén a dobogó legfelső fokára állhatott fel.

## Eredményei
- Paralimpiai bajnok (1996, egyéni)
- Világbajnoki ezüstérmes (1990, csapat)
- Négyszeres Európa-bajnok (1987, egyéni és csapat), (1997, egyéni és nyílt)
- Paralimpiai ezüstérmes (1992, csapat)
- Paralimpiai bronzérmes (1992, egyéni)
- Európa-bajnoki bronzérmes (1989, egyéni)

## Kitüntetései, elismerései
- Az Év Mozgáskorlátozott Sportolónője (1991)[5]
- Az Év Mozgáskorlátozott Sportolónője (1992)[6]
- Köztársasági elnöki elismerő oklevél (1992)[7]
- A Magyar Köztársasági Érdemrend kiskeresztje (1996)[8]
- Az Év Mozgáskorlátozott Sportolónője (1996)[9]

## Családja
Testvérei a Sasváriné Paulik Ilona Emlékverseny védnöke, Paulik Pál, valamint István és János.

## Halála
Az atlantai paralimpiát követően egészsége fokozatosan romlott. 1999. március 15-én hunyt el Budapesten. A Farkasréti temetőben helyezték örök nyugalomra 1999. március 31-én.

## Emlékezete
- 2000 óta minden év legelején megrendezik a kondorosi öregfiúk kézilabda tornát, a Póli Kupát, általában négy-öt csapat részvételével.[12]
- 2003 óta ugyanezen a néven a Kondorosi Általános Iskola a környékbeli iskolák 5-6. osztályos leány tanulóinak részvételével minden évben korosztályos versenyt rendez.
- Ugyanebben az évben hívták életre a Budapesten megrendezett Sasváriné Paulik Ilona Emlékversenyt, általában magyar és román sportolók mérik össze erejüket a nemzetközi megmérettetésen.[13]
- A Magyar Posta 2006. március 30-án adta ki a Sasváriné Paulik Ilona emlékbélyeget, tervezője Svindt Ferenc.[14]
- 2012-ben újították fel az 1997-ben átadott és róla elnevezett kondorosi Városi Sportcsarnokot.[15]Kézilabda.  Békés Megyei Hírlap,  LIX. évf.  298. sz. (2004. december 22.)   18. o.
- Neve szerepel a 2016 őszén felavatott Paralimpiai Bajnokok Emléktábláján.[16]